# Félicité Jean Louis de Durfort
Pour les articles homonymes, voir Durfort.
Félicité-Jean-Louis-Étienne, comte Louis de Durfort, (Paris, 4 mars 1752 – Venise, 10 mars 1801), est un militaire et diplomate français du XVIIIe siècle.

## Biographie
Félicité-Jean-Louis-Étienne, comte de Durfort, naquit à Paris et baptisé à Saint-Roch le 4 mars 1752.
Le comte Louis de Durfort fut successivement :
- Sous-lieutenant au régiment de Chartres cavalerie,
- Enseigne dans les gendarmes de la garde,
- Colonel en second au régiment de Champagne,
- Mestre-de-camp-lieutenant au régiment Royal-Pologne cavalerie, en 1777,
- Colonel en second au régiment des Cuirassiers du Roi, en 1779, puis
- Colonel au régiment du Dauphin cavalerie, décédé ambassadeur de France à Venise.

Il était ambassadeur de France près de la république de Venise au moment de la Révolution française. Révoqué en 1792 par Dumouriez (ministre des Affaires étrangères), il se disposait, « parait-il », à rentrer en France, quand il apprit que son nom avait été porté sur une liste d'émigrés, et dut fixer sa résidence en Italie.

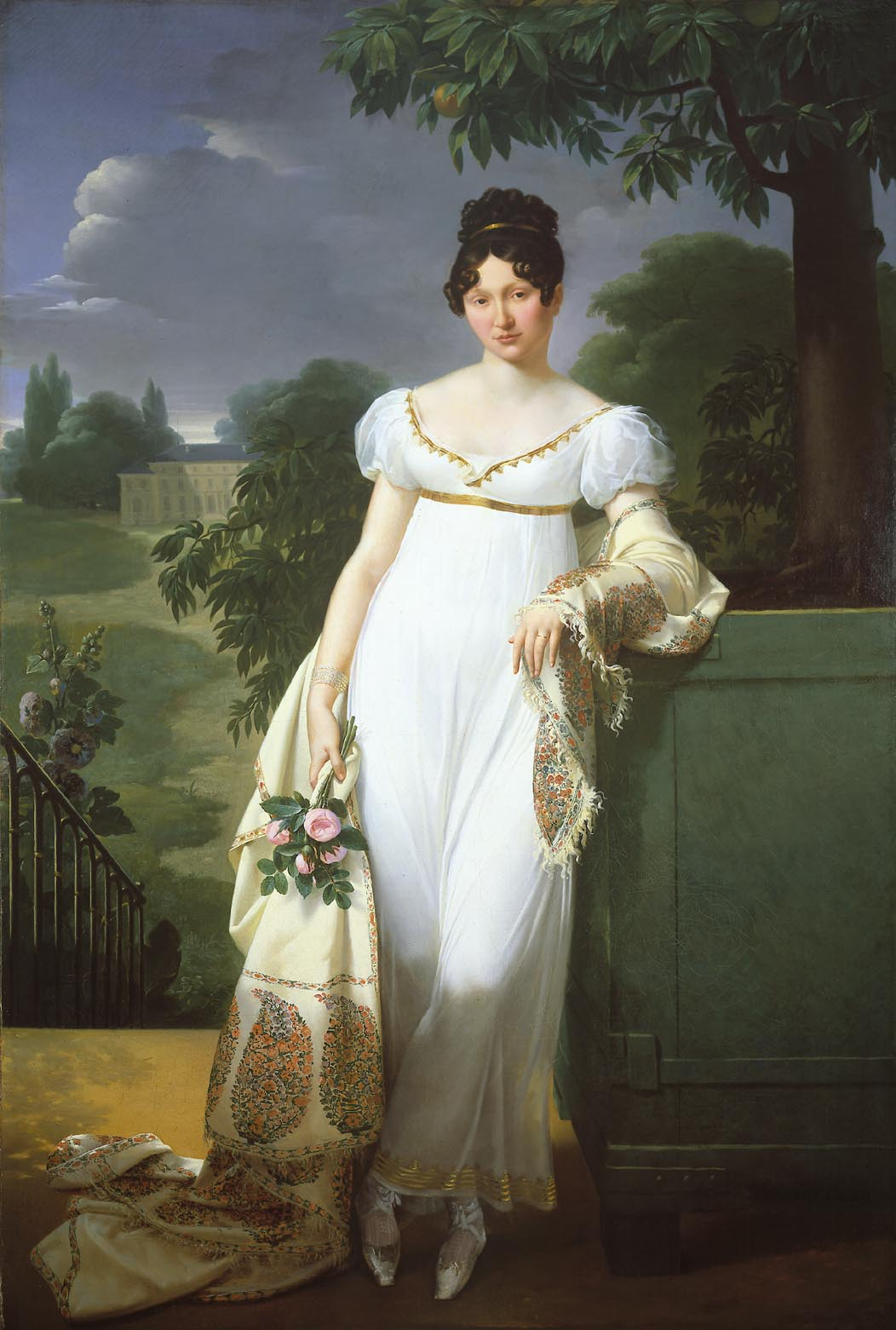
Merry-Joseph Blondel (1781–1853), Félicité-Louise-Julie-Constance de Durfort, maréchale de Beurnonville (1782-1870), 1808.

## Ascendance & postérité
Fils aîné de Louis-Philippe de Durfort (1733-1800), comte de Deyme et de Marie Françoise Le Texier de Menetou, le comte Louis de Durfort avait un frère cadet, Étienne Narcisse de Durfort, lieutenant-général et membre de la Chambre des pairs
- Il avait épousé, le 5 octobre 1772, Armande-Jeanne-Claude de Béthune (29 juin 1753 - avant 1794), « Mademoiselle de Béthune-Chabris », fille d'Armand-Louis, Ier du nom, marquis de Béthune, colonel-général de la cavalerie, chevalier des ordres du Roi, et de Marie-Edmée de Boulogne, sa première femme. De ce mariage sont issus :
  - Armand-Céleste, comte de Durfort (1774-1856), maréchal de camp, sans union, ni postérité ;
  - Amélie Louise Thérèse, mariée, en 1811, avec Anne-Henri Cabot, vicomte de Dampmartin († fin 1825), maréchal-de-camp, chevalier de Saint-Louis et officier de la Légion d'honneur ;
  - Félicité Louise Julie Constance (10 juin 1782 - Paris, 7 février 1870), mariée, en juin 1805, avec Pierre Riel, comte, puis marquis de Beurnonville (1752-1821), pair et maréchal de France, chevalier des ordres du Roi ; puis, en 1823, avec Joseph Marie, baron Frémiot (1791-1872), capitaine d'infanterie, dont postérité.

## Armoiries
| Image | Armes des Durfort de Deyme                    |
| ----- | --------------------------------------------- |
|       | De gueules à trois fasces d'argent.           |
|       | On trouve aussi D'argent, à la bande d'azur,. |